# Emile De Clercq
Emile De Clercq (Brugge, 16 oktober 1823 - 28 januari 1888) was een Belgisch volksvertegenwoordiger.

## Levensloop
Emile Jean De Clercq was de zoon van de kruidenier-groothandelaar Joseph De Clercq (overleden in 1829) en van Isabelle Dujardin. Toen hij beide ouders vroeg verloor werd zijn opvoeding en die van zijn broer verzekerd door zijn oom Louis De Ridder.
Emile De Clercq was doctor in de rechten, na studies vanaf 1842 aan de Katholieke Universiteit Leuven en de Rijksuniversiteit Luik. Van 1853 tot 1866 was hij advocaat in Brugge. Het is niet duidelijk of hij nadien nog een beroep uitoefende, dan wel gewoon rentenierde en zich beperkte tot zijn politieke mandaten en het eraan gekoppelde dienstbetoon. 
Hij trouwde met Adenaïde Jullien, die de dochter was van Alexandre Jullien (1801-1885) en van Camille Van Cutsem. Ze was de kleindochter van Isidore Jullien (1773-1841), die een flamboyante advocaat en een volksvertegenwoordiger was geweest. Ook al was hij gedomicilieerd in Brugge, bewoog Emile De Clercq zich niet in de Brugse kringen maar bracht het grootste deel van zijn tijd door op het familiedomein in Maria-Aalter, het vroegere Jezuïetengoed dat door de Julliens en de Van Cutsems werd geërfd van Jean-Baptiste Roelandts, die baljuw was van Aalter en het goed na de afschaffing van de jezuïetenorde in 1733, had aangekocht.

### Volksvertegenwoordiger
Dat hij werd aangezocht om in 1863, bij de wetgevende verkiezingen, als katholieke kandidaat de derde plaats op de lijst in te nemen, was duidelijk een electorale zet om een deel van het vlottende kiespubliek van de liberalen af te nemen. Hij behoorde immers dubbel tot een liberaal 'nest', enerzijds als pleegkind van Louis De Ridder, anderzijds als schoonzoon Jullien. Dat hij als derde kandidaat op de katholieke lijst in het strijdperk trad tegen zijn oom en stiefvader Louis De Ridder was opmerkelijk. De katholieke lijst haalde het niet en oom De Ridder was weer verkozen. Maar klachten resulteerden in een onderzoek naar mogelijke electorale fraude met als gevolg dat de verkiezingen in het arrondissement Brugge werden verbroken. Einde 1863 werd opnieuw gestemd en ditmaal waren het de drie katholieke kandidaten die het haalden. Op 12 januari 1864 werd Emile De Clercq volksvertegenwoordiger, samen met Gustave Soenens en Amedée Visart de Bocarmé. Niet voor lang echter, want weldra werd het parlement ontbonden en op 11 augustus 1864 wonnen de liberalen opnieuw de verkiezingen in het arrondissement Brugge.
Emile De Clercq bleef politiek actief en werd herkozen tot volksvertegenwoordiger op 9 juni 1868 en oefende dit mandaat uit tot in juni 1880. Hij werd toen niet herkozen, maar op 10 juni 1884 behoorde hij tot het zegevierende kamp en werd opnieuw volksvertegenwoordiger, tot aan zijn dood.
In 1872 werd De Clercq ook lid van de Brugse gemeenteraad. Met een onderbreking van 1881 tot 1885, bleef hij zetelen tot aan zijn dood.
Hij liet de herinnering na van iemand met een aanzienlijk dienstbetoon, ten dienste zowel van gelijk- als van andersgezinden. Hij was ook een van de eersten die pleitte voor een verbinding tussen Brugge en de zee. Verder werd hij populair bij de Vlaamsgezinden, doordat hij zich inzette voor de volkstaal en de acties betreffende de taalgrieven ondersteunde.